# Зечево (Кистање)
Зечево је насељено мјесто код Кистања, у Далмацији. Припада општини Кистање у Шибенско-книнској жупанији, Хрватска. Према попису становништва из 2011. године у насељу је живело 63 становника. Према прелиминарним подацима са последњег пописа 2021. године у месту је живело 24 становника.

## Географија
Налази се око 10 км западно од Кистања.

## Историја
Зечево се од распада Југославије до августа 1995. године налазило у Републици Српској Крајини. До територијалне реорганизације у Хрватској насеље се налазило у саставу бивше велике општине Книн.
У Зечеву се налазе рушевине утврђења код којег је 1648. погинуо Вук Мандушић.

## Становништво
Према попису из 1991. године, Зечево је имало 218 становника, од чега 217 Срба и 1 Југословена. Према попису становништва из 2001. године, Зечево је имало 41 становника. Зечево је према попису из 2011. године имало 63 становника, и било је углавном насељено Србима.
| Националност       | 1991. | 1981. | 1971. | 1961. |
| Срби               | 217   | 255   | 338   | 400   |
| Југословени        | 1     | 17    |       |       |
| Хрвати             |       |       | 1     |       |
| остали и непознато |       |       | 1     | 3     |
| Укупно             | 218   | 272   | 340   | 403   |

| Демографија | Демографија | Демографија |
| Година      | Становника  | Становника  |
| ----------- | ----------- | ----------- |
| 1961.       | 403         |             |
| 1971.       | 340         |             |
| 1981.       | 272         |             |
| 1991.       | 218         |             |
| 2001.       | 41          |             |
| 2011.       | 63          |             |

### Родови
У Зечеву су до 1995. године живели родови:
Православци
- Ардалићи, славе Ђурђевдан
- Ђурице, славе Ђурђевдан
- Корде, славе Св. Јована
- Мандићи, славе Св. Јована
- Ћакићи, славе Ђурђевдан